# Temporada 1965-66 de los Boston Celtics
La temporada 1965-66 fue la vigésima de los Boston Celtics en la NBA. La temporada regular acabó con 54 victorias y 26 derrotas, clasificándose para los playoffs, en los que alcanzaron las Finales por décimo año consecutivo, derrotando en las mismas nuevamente a Los Angeles Lakers, consiguiendo su noveno anillo, el octavo de forma consecutiva.

## Elecciones en el Draft
| Ronda | Puesto | Jugador       | Posición  | Nacionalidad   | Universidad   |
| ----- | ------ | ------------- | --------- | -------------- | ------------- |
| 1     | 8      | Ollie Johnson |           | Estados Unidos | San Francisco |
| 2     | 17     | Ron Watts     | Alero     | Estados Unidos | Wake Forest   |
| 3     | 29     | Toby Kimball  | Ala-Pívot | Estados Unidos | Connecticut   |

## Temporada regular
| División Este        | División Este | División Este | División Este | División Este | División Este | División Este | División Este | División Este |
| Equipo               | G             | P             | %             | PD            | Casa          | Fuera         | Neutral       | Div           |
| -------------------- | ------------- | ------------- | ------------- | ------------- | ------------- | ------------- | ------------- | ------------- |
| x-Philadelphia 76ers | 55            | 25            | .688          | –             | 22–3          | 20–17         | 13–5          | 20–10         |
| x-Boston Celtics     | 54            | 26            | .675          | 1             | 26–5          | 19–18         | 9–3           | 19–11         |
| x-Cincinnati Royals  | 45            | 35            | .563          | 10            | 25–6          | 11–23         | 9–6           | 16–14         |
| New York Knicks      | 30            | 50            | .375          | 25            | 20–14         | 4–30          | 6–6           | 5–25          |

## Playoffs

### Semifinales de División
Cincinnati Royals vs. Boston Celtics 
| Fecha       | Partido                                    | Ciudad     |
| ----------- | ------------------------------------------ | ---------- |
| 23 de marzo | Boston Celtics 103, Cincinnati Royals 107  | Boston     |
| 26 de marzo | Cincinnati Royals 125, Boston Celtics 132  | Cincinnati |
| 27 de marzo | Boston Celtics 107, Cincinnati Royals 113  | Boston     |
| 30 de marzo | Cincinnati Royals] 103, Boston Celtics 120 | Cincinnati |
| 1 de abril  | Boston Celtics 112, Cincinnati Royals 113  | Boston     |
|             | Boston Celtics gana las series 3-2         |            |

### Finales de División
Boston Celtics vs. Philadelphia 76ers 
| Fecha       | Partido                                    | Ciudad     |
| ----------- | ------------------------------------------ | ---------- |
| 3 de abril  | Philadelphia 76ers 96, Boston Celtics 115  | Filadelfia |
| 6 de abril  | Boston Celtics 114, Philadelphia 76ers 93  | Boston     |
| 7 de abril  | Philadelphia 76ers 111, Boston Celtics 105 | Filadelfia |
| 10 de abril | Boston Celtics 114, Philadelphia 76ers 108 | Boston     |
| 12 de abril | Philadelphia 76ers 112, Boston Celtics 120 | Filadelfia |
|             | Boston Celtics gana las series 4-1         |            |

### Finales de la NBA
Boston Celtics - Los Angeles Lakers
| Fecha       | Partido                                    | Ciudad      |
| ----------- | ------------------------------------------ | ----------- |
| 17 de abril | Boston Celtics 129, Los Angeles Lakers 133 | Boston      |
| 19 de abril | Boston Celtics 129, Los Angeles Lakers 109 | Boston      |
| 20 de abril | Los Angeles Lakers 106, Boston Celtics 120 | Los Ángeles |
| 22 de abril | Los Angeles Lakers 117, Boston Celtics 122 | Los Ángeles |
| 24 de abril | Boston Celtics 117, Los Angeles Lakers 121 | Boston      |
| 26 de abril | Los Angeles Lakers 123, Boston Celtics 115 | Los Ángeles |
| 28 de abril | Boston Celtics 95, Los Angeles Lakers 93   | Boston      |
|             | Boston gana las finales 4-3                |             |

## Estadísticas
| Rk | Jugador           | Edad | P  | PT | MP   | TC  | TCI  | %TC  | TL  | TLI | %TL  | RB   | AS  | FP  | PTS  |
| 1  | Bill Russell      | 31   | 78 |    | 43.4 | 5.0 | 12.1 | .415 | 2.9 | 5.2 | .551 | 22.8 | 4.8 | 2.8 | 12.9 |
| 2  | K.C. Jones        | 33   | 80 |    | 33.9 | 3.0 | 7.7  | .388 | 2.6 | 3.8 | .690 | 3.8  | 6.3 | 3.0 | 8.6  |
| 3  | Sam Jones         | 32   | 67 |    | 32.2 | 9.3 | 19.9 | .469 | 4.9 | 6.1 | .799 | 5.2  | 3.2 | 2.5 | 23.5 |
| 4  | John Havlicek     | 25   | 71 |    | 30.6 | 7.5 | 18.7 | .399 | 3.9 | 4.9 | .785 | 6.0  | 3.0 | 2.2 | 18.8 |
| 5  | Tom Sanders       | 27   | 72 |    | 26.3 | 4.8 | 11.3 | .428 | 2.9 | 3.8 | .764 | 7.1  | 1.3 | 4.4 | 12.6 |
| 6  | Larry Siegfried   | 26   | 71 |    | 23.6 | 4.9 | 11.6 | .423 | 3.9 | 4.4 | .881 | 2.8  | 2.3 | 2.2 | 13.7 |
| 7  | Don Nelson        | 25   | 75 |    | 23.5 | 3.6 | 8.2  | .439 | 3.0 | 4.3 | .684 | 5.4  | 1.1 | 2.5 | 10.2 |
| 8  | Willie Naulls     | 31   | 71 |    | 20.2 | 4.6 | 11.5 | .402 | 1.5 | 1.8 | .794 | 4.5  | 1.0 | 2.8 | 10.7 |
| 9  | Mel Counts        | 24   | 67 |    | 15.2 | 3.3 | 8.2  | .403 | 1.8 | 2.2 | .828 | 6.4  | 0.7 | 3.1 | 8.4  |
| 10 | Woody Sauldsberry | 31   | 39 |    | 13.6 | 2.1 | 6.4  | .321 | 0.3 | 0.6 | .500 | 3.6  | 0.4 | 2.4 | 4.4  |
| 11 | Si Green          | 32   | 10 |    | 9.2  | 1.2 | 3.1  | .387 | 0.8 | 1.6 | .500 | 1.1  | 0.9 | 1.6 | 3.2  |
| 12 | Ron Bonham        | 23   | 39 |    | 8.0  | 1.9 | 5.3  | .367 | 1.3 | 1.6 | .852 | 0.9  | 0.3 | 0.7 | 5.2  |
| 13 | John Thompson     | 24   | 10 |    | 7.2  | 1.4 | 3.0  | .467 | 0.4 | 0.6 | .667 | 3.0  | 0.3 | 1.5 | 3.2  |
| 14 | Ron Watts         | 22   | 1  |    | 3.0  | 1.0 | 2.0  | .500 | 0.0 | 0.0 |      | 1.0  | 1.0 | 1.0 | 2.0  |

## Galardones y récords
| Jugador       | Galardón                              |
| Bill Russell  | 2.º Mejor quinteto de la NBA All-Star |
| Sam Jones     | 2.º Mejor quinteto de la NBA All-Star |
| John Havlicek | 2.º Mejor quinteto de la NBA All-Star |